# 佩斯恰納鄉
44°53′N 24°8′E / 44.883°N 24.133°E
佩斯恰納鄉（羅馬尼亞語：Comuna Pesceana, Vâlcea），是羅馬尼亞的鄉份，位於該國西南部，由沃爾恰縣負責管轄，處於布加勒斯特以西160公里，每年平均降雨量1,040毫米，海拔高度305米，2002年人口1,969。